# 凡尔赛法国历史博物馆
凡尔赛法国历史博物馆（法語：Le musée de l'Histoire de France）是一座为纪念法国历史而设的博物馆，始于路易-菲利普一世统治下的凡尔赛宫。它在1833年开始基于废弃的皇家建筑改造，1837年以“为法国的所有荣耀”（法語：à toutes les gloires de la France）的名义向公众开放。 它展示了包括旧政权、法国大革命、法兰西第一帝国以及波旁复辟的历史。博物馆中的旧政权遗迹直接向游客开放，例如皇家或宫廷居室、客厅和镜厅，而房间则为展示绘画和雕像作了改造。
有时“法国历史博物馆”也被用于凡尔赛宫所有可参观部分的统称，而路易-菲利普一世所增添的部分则特称为“历史画廊”，以和宫中属于旧政权的遗迹相区分。
宫殿里的藏品分布在众多房间，并且直到20世纪仍在扩增。